# Dråby Sogn (Syddjurs Kommune)
 For alternative betydninger, se Dråby Sogn. (Se også artikler, som begynder med Dråby Sogn)
Dråby Sogn var et sogn i Syddjurs Provsti (Århus Stift) omkring byen Dråby og knyttet til Dråby Kirke.
Den 1. januar 2011 blev Dråby Sogn lagt sammen med Handrup Sogn og Ebeltoft Sogn til Ebeltoft-Dråby-Handrup Sogn.
Dråby Sogn hørte tidligere til Mols Herred i Randers Amt. I 1800-tallet var Dråby Sogn anneks til Ebeltoft Sogn, men Dråby var en selvstændig sognekommune. Det blev ved kommunalreformen i 1970 indlemmet i Ebeltoft Kommune, som ved strukturreformen i 2007 indgik i Syddjurs Kommune.
I Dråby Sogn lå Dråby Kirke.
I sognet findes følgende autoriserede stednavne:
- Bavnehøj (areal)
- Boeslum (bebyggelse, ejerlav)
- Boeslum Bakker (bebyggelse)
- Brokhøj (areal)
- Brunmose (bebyggelse)
- Dråby (bebyggelse, ejerlav)
- Dråby Strand (bebyggelse)
- Dråby Sø (vandareal)
- Dråbydalen (bebyggelse)
- Egsmark (bebyggelse, ejerlav)
- Egsmark Bakker (bebyggelse)
- Egsmark Strand (bebyggelse)
- Femmøller Strand (bebyggelse)
- Gungerne (areal)
- Handrup (bebyggelse, ejerlav)
- Handrup Hoved (areal)
- Handrup Strand (bebyggelse)
- Havmølle (bebyggelse)
- Holme (bebyggelse, ejerlav)
- Holme Strand (bebyggelse)
- Karlsbjerg (areal)
- Kobberhage (areal)
- Krakær (bebyggelse)
- Lyngsbæk (bebyggelse, ejerlav)
- Lyngsbæk Strand (bebyggelse)
- Majstrandshuse (bebyggelse)
- Skelhøj (areal)
- Skelhøj Bakker (bebyggelse)
- Skærsø (ejerlav, landbrugsejendom)
- Storkhøje (areal)
- Stubbe (bebyggelse, ejerlav)
- Stubbe sø (bebyggelse, vandareal)
- Vibæk (bebyggelse)